# 미넷 월터스

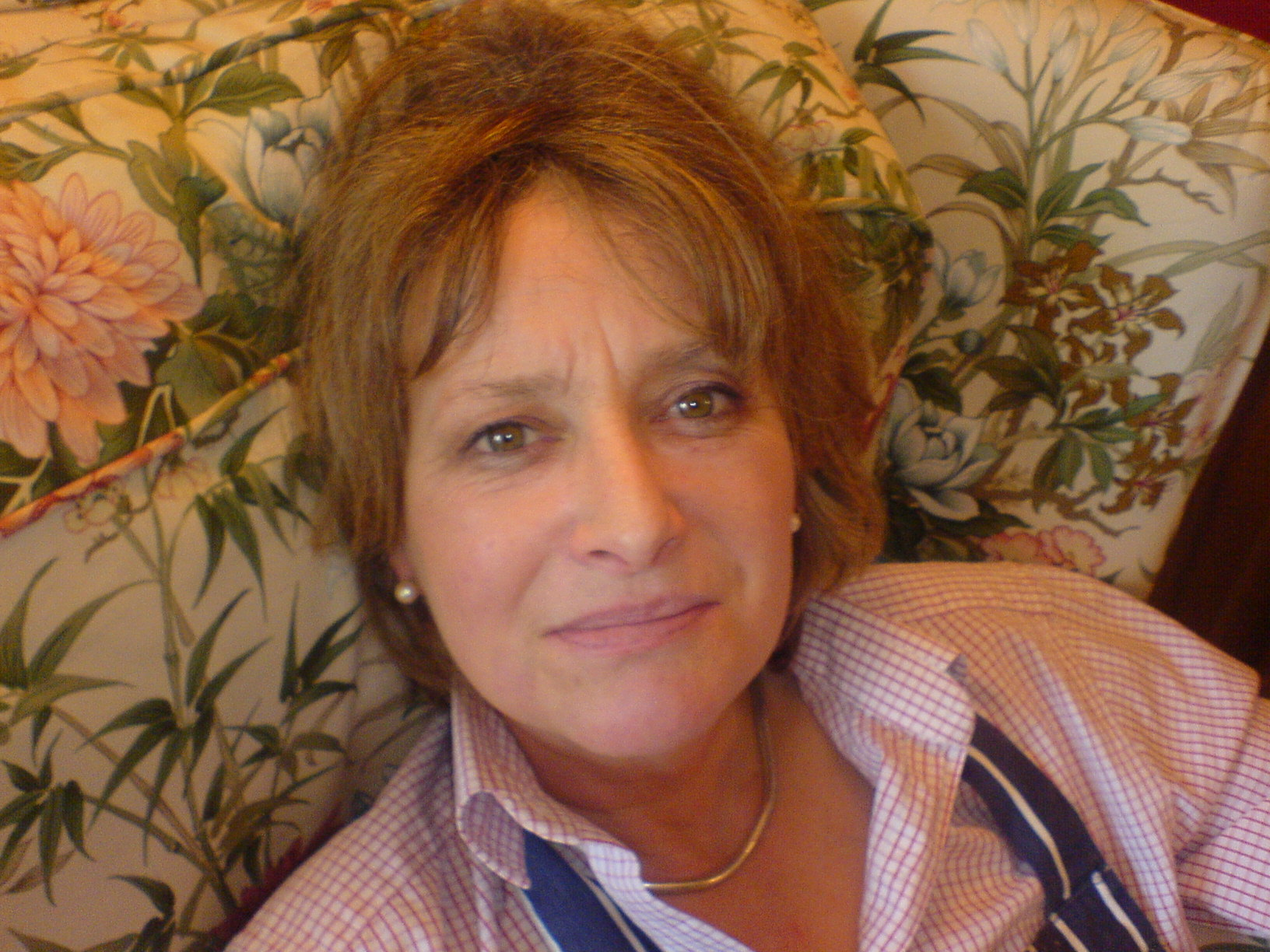
미넷 월터스

미넷 월터스(Minette Walters, 1949년 9월 26일 ~ )는 잉글랜드의 작가이다.